# Erasmus von Teufel
Erasmus von Teufel (? - 1552? Konstantinopol) byl jedním z rakouských generálů císaře Ferdinanda I. Habsburského, účastník prvního obléhání Vídně Turky a bitvy u Plášťovců v roce 1552.
Pocházel ze staré šlechtické rodiny. Od mládí sloužil ve vojenských službách Habsburků. Během prvního obléhání Vídně v roce 1529 byl v hodnosti plukovníka v obleženém městě. Později byl jmenován velitelem Raabské pevnosti (dnes Győr). V roce 1552 ho Ferdinand I. jmenoval velitelem bitvy u Plášťovců. Podle informací byl v hodnosti polního maršála. Před samotnou bitvou v srpnu 1552 očekával příchod posily v podobě 7000 vojáků, ale byl napaden 10 000 osmanskými vojáky pod velením Hadima Ali Paši a poražen. Společně se 4000 vojáky byl zajat.

## Smrt
Zatímco ostatní vysoce postavení velitelé byli vyměněni za výkupné, Erasmus byl dopraven do Konstantinopoli a popraven.